# Джанай
Джанай (тат. Canay, Җанай, جانای‎) — татарский царевич, касимовский правитель (1506—1512), второй сын Нур-Давлета хана, младший брат Сатылгана, после которого и занял престол.
Участвовал в войне с Казанью 1505—07 годах Ещё в апреле 1506 года командовал касимовскими татарами без брата. А 16 октября 1506 года, вероятно уже после смерти Сатылгана, ему было велено «по казанским вестям» идти в Муром.
В документах за 1508 г. известен как владелец Мещерского и Андреева городков. В том же году, во время похода против литовских войск на Торопец, вместе с князем Стригиным-Оболенским командовал полком из «городецких» татар.
После смерти Джаная в Касимове начала править «большеордынская династия».